# Tethytimea tylota
Tethytimea tylota är en svampdjursart som först beskrevs av Jörn Hentschel 1912.  Tethytimea tylota ingår i släktet Tethytimea och familjen Tethyidae. Inga underarter finns listade i Catalogue of Life.